# Aigle royal
Aquila chrysaetos
Espèce
Synonymes
- Falco chrysaëtos Linnaeus, 1758
(protonyme)

Répartition géographique
   ////  habitat permanent

   ////  zone d'hivernage

   ////  nidification

Statut de conservation UICN

 LC  : Préoccupation mineure
Statut CITES
L'Aigle royal (Aquila chrysaetos) est une espèce d'oiseaux de la famille des Accipitridés. C'est un rapace brun foncé, avec un plumage plus brun-doré sur la tête et le cou. L'Aigle royal utilise son agilité, sa vitesse et ses serres extrêmement puissantes pour attraper ses proies : des lapins, des marmottes, des écureuils, et de grands mammifères comme les renards, les chats sauvages et domestiques, de jeunes chèvres de montagne, de jeunes bouquetins, et de jeunes cervidés. Il consomme aussi des charognes, si les proies sont rares, ainsi que des reptiles. Des oiseaux, dont des espèces de grande taille comme des cygnes ou des grues, des corbeaux et des goélands marins ont tous été notés comme proies potentielles.
L'Aigle royal défend un territoire pouvant atteindre 155 kilomètres carrés. Il est monogame et un couple peut rester ensemble pendant plusieurs années voire pour la vie. Ils nichent en altitude, dans les falaises, les arbres ou sur les structures humaines comme des poteaux téléphoniques. Les aigles royaux construisent des nids énormes auxquels ils peuvent revenir pendant plusieurs années. Les femelles pondent un à quatre œufs, et les deux parents les couvent pendant 40 à 45 jours. Souvent seul un ou deux jeunes survivent jusqu'à l'envol, à l'âge de trois mois environ. Ayant autrefois une répartition holarctique étendue, il a disparu de plusieurs des zones les plus densément peuplées. Bien que localement éteinte ou rare, l'espèce est encore assez commune en Eurasie, en Amérique du Nord et dans certaines régions d'Afrique. L'espèce connaît sa plus forte densité de nidification dans le sud du comté d'Alameda, en Californie.
La sous-espèce eurasienne est utilisée pour chasser et tuer les loups dans de nombreuses communautés indigènes, où l'oiseau est considéré avec grand mysticisme. Cet aigle est protégé dans plusieurs pays depuis les années 1970.

## Description

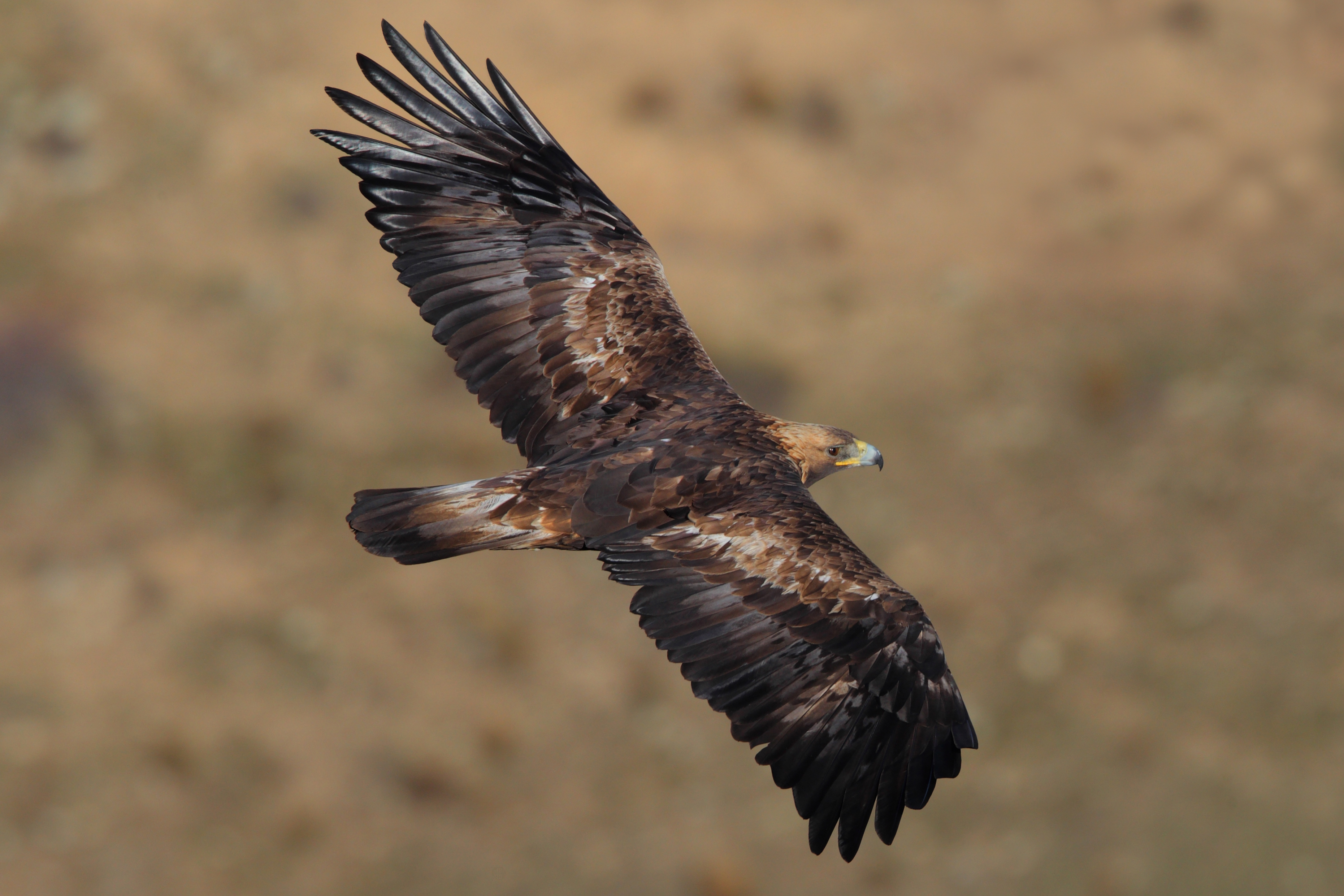
Adulte en vol.

### Taille et silhouette

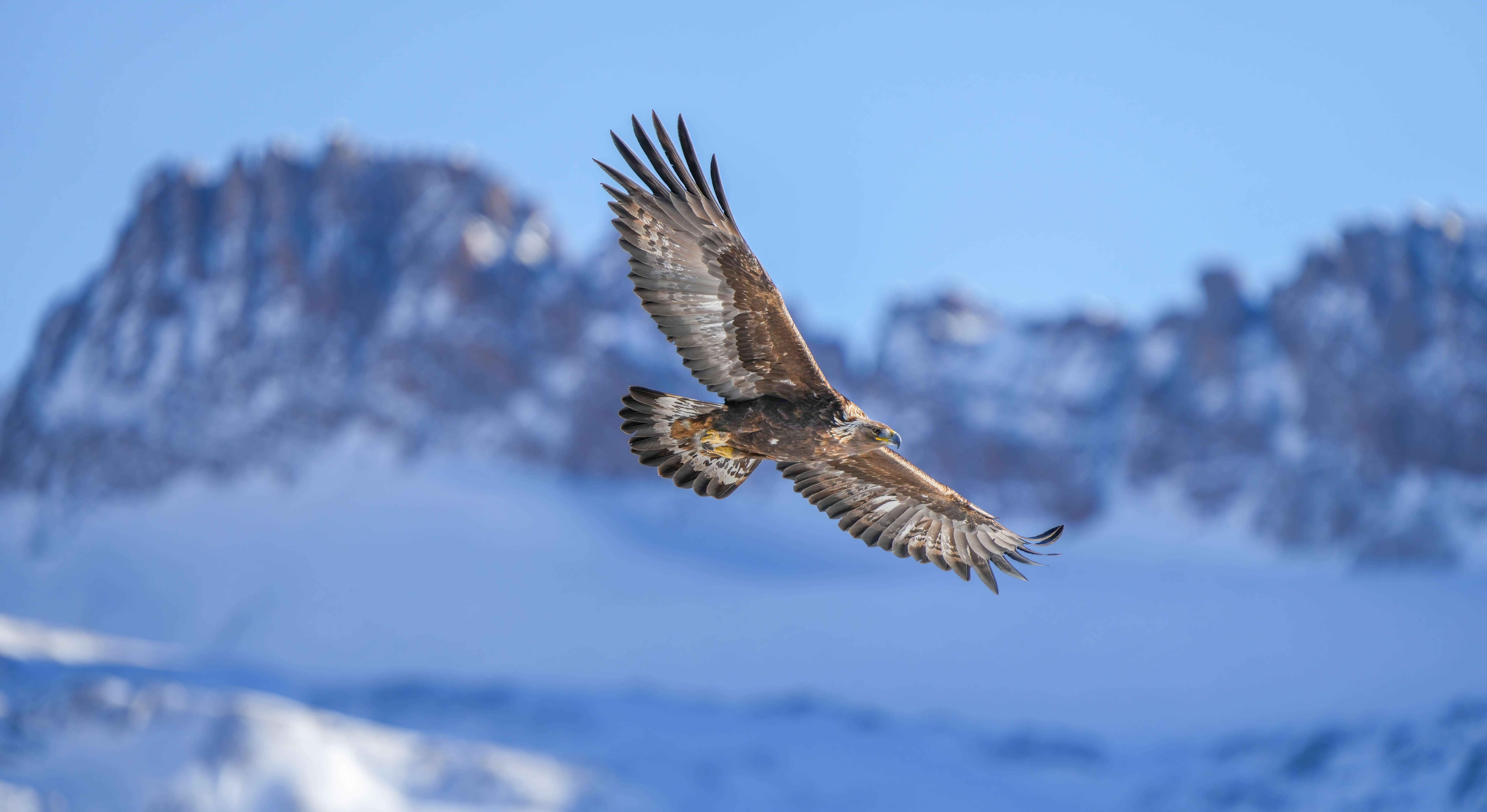
Aigle royal dans les hauteurs du Majinghorn, Suisse.

L'Aigle royal est un grand rapace marron foncé, aux larges ailes. Sa taille est variable : il mesure de 66 à 100 cm de longueur, et son envergure est généralement comprise entre 1,8 et 2,34 m. Chez la plus grande des sous-espèces, A. c. daphanea, les mâles et les femelles pèsent respectivement 4,05 kg et 6,35 kg ; chez la plus petite, A. c. japonensis, ces valeurs sont respectivement 2,5 kg et 3,25 kg,,. La taille maximum est sujette à débat, le poids maximum classique pour une grosse femelle étant de 6,8 kg, et les plus grandes sous-espèces représentent les oiseaux les plus lourds du genre Aquila. En captivité cependant on a enregistré des poids de 12,1 kg pour un aigle élevé pour la fauconnerie, et une envergure de 2,81 mètres. Si les deux sexes ont le même plumage, il existe un important dimorphisme sexuel au niveau des tailles, les femelles étant plus grandes que les mâles.
En vol, ses grandes ailes et sa queue, aussi longue que les ailes sont larges, le caractérisent. Les ailes devenant un peu moins large près du corps, leur bord postérieur montre un profil en « S ». Il a un vol puissant, ponctué de planés ; de face le dièdre est un « V » aplati, mais le rapace peut également voler avec les ailes planes ou en cloche. Il vole généralement à une vitesse de 45-50 km/h, mais peut aller jusqu'à 130 km/h. En piqué, sa vitesse peut avoisiner les 320 km/h.

### Plumage

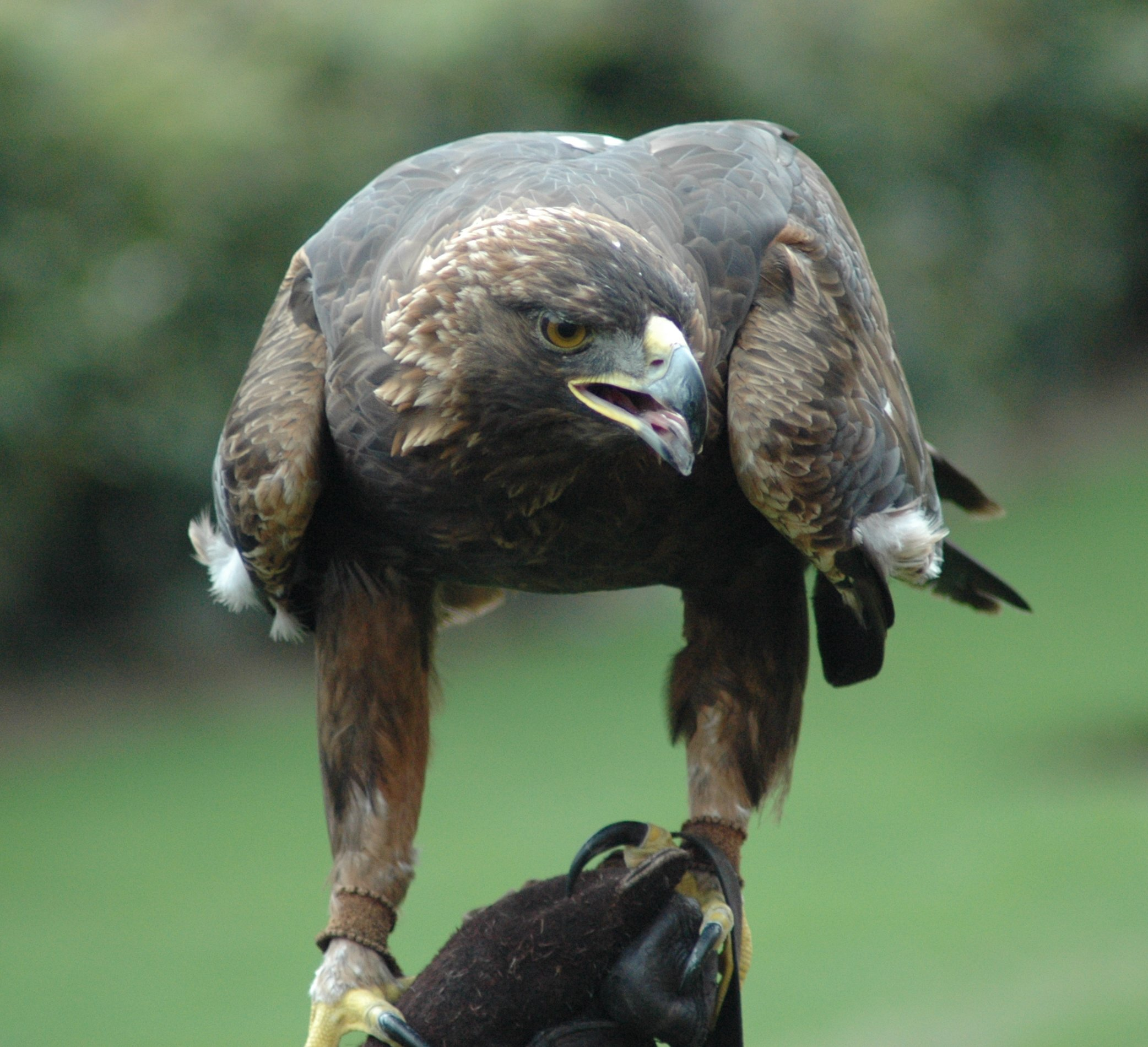
Individu de la sous-espèce nord-américaine, Aquila chrysaetos canadensis.

Chez l'adulte le fond du plumage est principalement brun assez foncé, avec le dessus et l'arrière de la tête et de la nuque (le camail) d'un brun-roux clair ou brun-jaunâtre, lui ayant valu son nom d'« aigle doré ». Si elles peuvent être de coloration variable d'un individu à l'autre, elles ne changent pas avec l'âge,. Les rémiges et les rectrices sont grises à leurs bases, et parcourues de quelques barres sombres et les plumes usées et décolorées, forment une zone pâle irrégulière sur les ailes ; le dessous des ailes est globalement plus roussâtre que le reste du corps. Certains individus ont des « épaulettes » (en réalité les plumes des poignets) blanches ; les plumes du tarse varient du blanc au brun foncé.

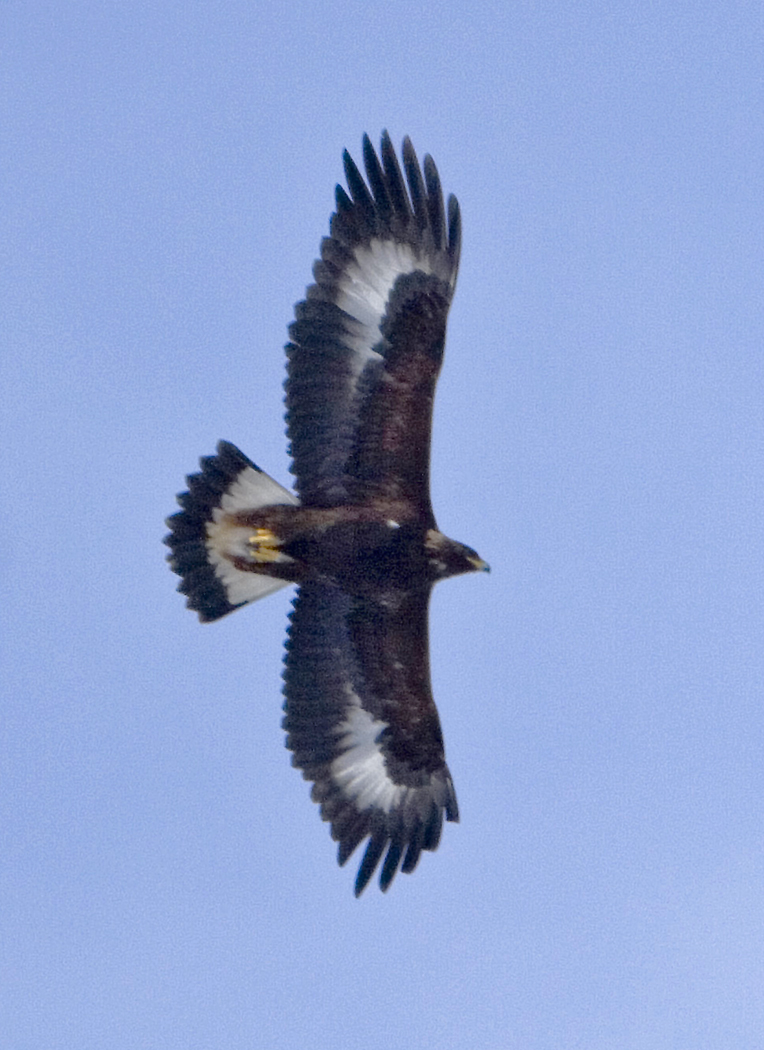
Un individu en vol : la grande plage blanche sous les ailes et la bande noire clairement marquée sur le bout de la queue caractérisent un jeune proche de son premier hiver.

L'oisillon est entièrement blanc ; le juvénile a un plumage assez homogène et plus foncé que l'adulte, sans zone pâle, due chez les individus matures à l'usure des plumes. Les primaires et secondaires externes ont la base blanche, formant une zone blanche sur le dessus de l'aile, entrecoupée de noir, et sur le dessous un grand « écusson », parfois réduit à une simple tache. La base des rectrices est également blanche, et seule leur extrémité est noire, formant une bande sombre au bout de la queue du juvénile, s'estompant avec les années. Avec le temps le blanc disparaît progressivement, celui sur la queue persistant parfois alors que les ailes n'en ont plus ; le plumages adulte est généralement atteint à la cinquième année. Posé, la pointe des ailes de l'adulte arrive près du bout de la queue, alors que chez le juvénile elle arrive plus haut.

### Spécificités

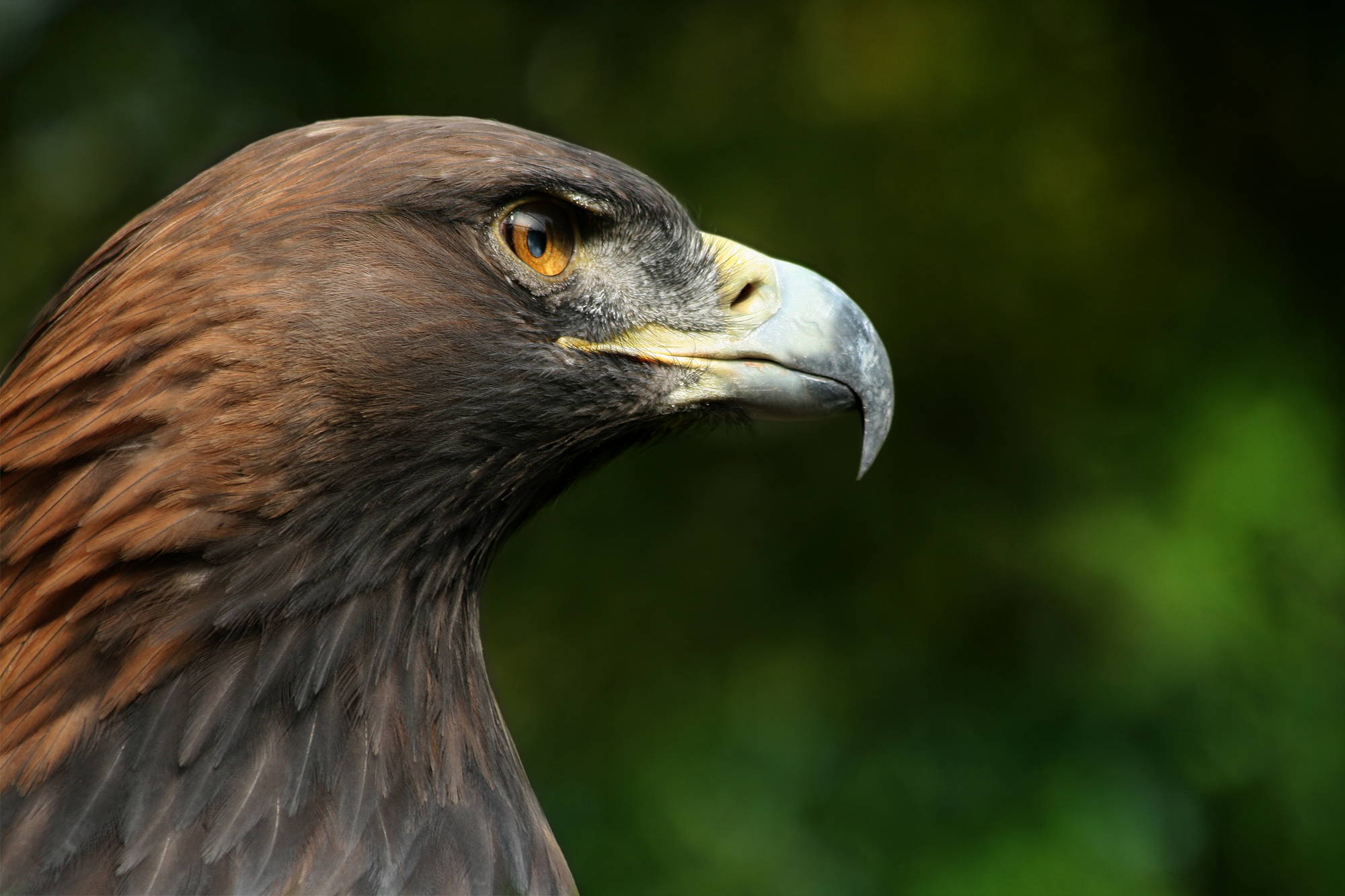
La tête de l'Aigle royal est petite et munie d'un bec crochu très puissant.

L’œil de l'adulte est brun foncé, et possède une vue huit fois plus perçante que celle de l'humain. Le bec est de couleur corne avec l'extrémité sombre et une cire jaune. Il mesure de 4 à 6,5 cm de long et est crochu, comme celui de la majorité des oiseaux prédateurs, ce qui lui permet de mettre ses proies en morceaux. Les pattes sont jaunes, et garnies de plumes jusqu'aux doigts. Ses serres aux gros doigts sont extrêmement puissantes, et l'ongle du pouce qui lui sert à transpercer ses proies, l'avillon, mesure de 6 à 7 cm de long.

### Espèces similaires
Sa grande taille rend l'Aigle royal assez caractéristique. Il peut toutefois être confondu avec l'Aigle impérial (Aquila heliaca), qui est en moyenne un peu plus petit, avec une queue plus courte, plus claire à sa base chez l'adulte et barrée, et les ailes souvent tenues plus planes en vol, sans la plage blanche en dessous. Le camail est plus pâle, et il y a des taches blanches sur les épaules. Dans la péninsule Ibérique, l'Aigle ibérique (Aquila adalberti), parfois considéré comme une sous-espèce de l'Aigle impérial, peut également rendre l'identification difficile. Il se distingue de l'Aigle royal par les mêmes caractères que l'aigle impérial, ainsi que par le bord d'attaque des ailes blanc. Observé de loin, si la taille n'est pas appréciée les sources de confusions avec toutes sortes de rapaces sombres (divers aigles, buses, bondrées…) sont multiples, mais les zones claires sous les ailes, sa nuque dorée et ses ailes devenant moins larges près du corps, entre autres, lui sont propres.

Espèces ressemblantes
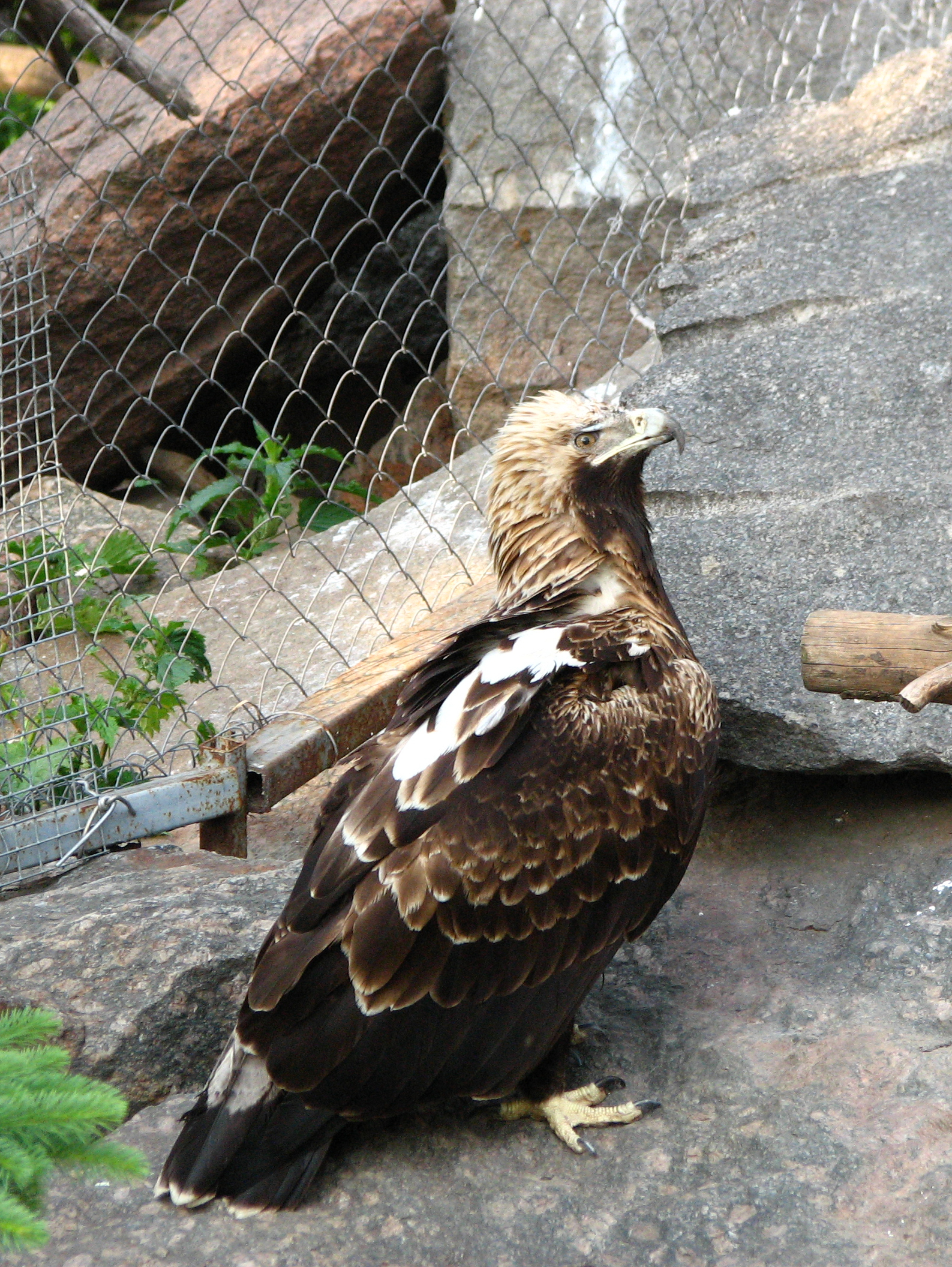
Aigle impérial posé.
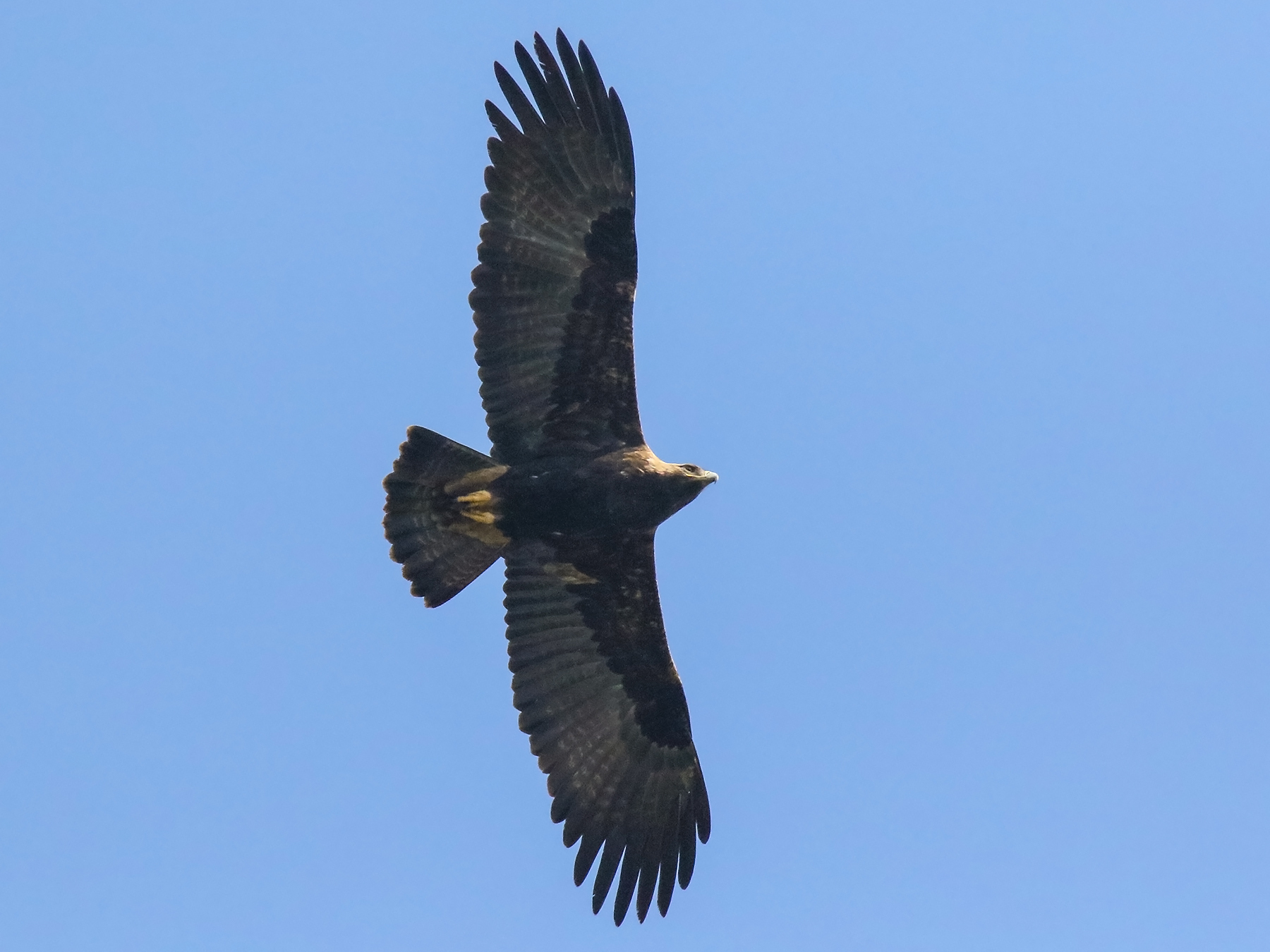
Aigle impérial en vol.
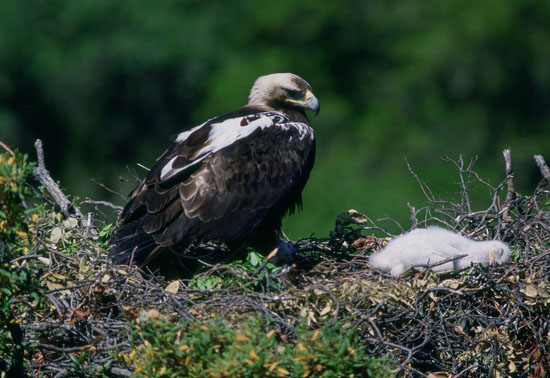
Aigle ibérique au nid.
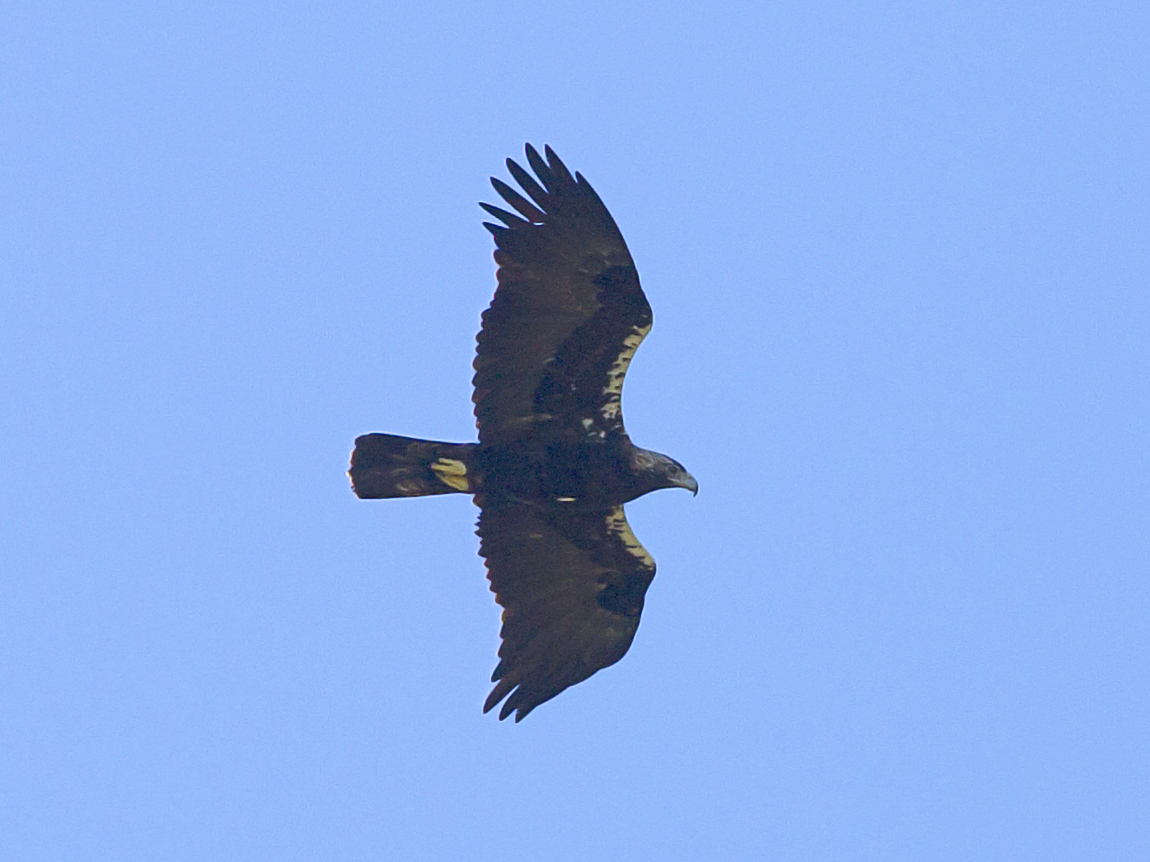
Aigle ibérique en vol.

## Écologie et comportement

### Voix
L'aigle glatit, trompette. Il est généralement silencieux, mais émet parfois des kluh ténus et sifflants. Le jeune et la femelle produisent un jappement en kiup pour quémander de la nourriture.

### Régime alimentaire

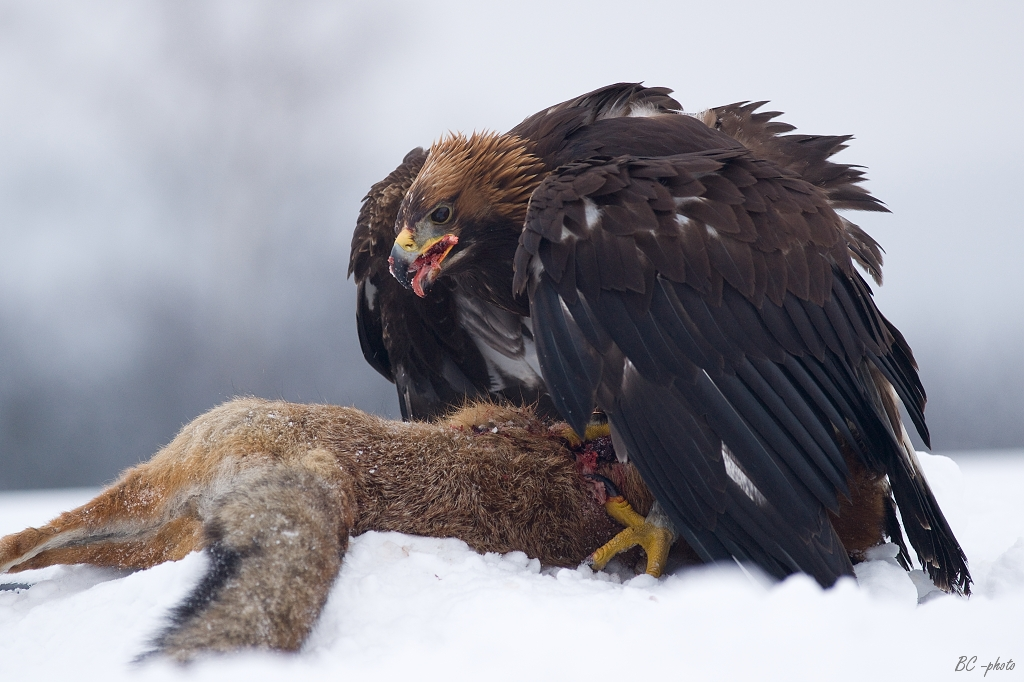
Aigle royal sur une carcasse de renard roux, en République tchèque.

L'Aigle royal est l'un des prédateurs les plus puissants dans le monde aviaire. Bien qu'il montre localement de fortes préférences pour certaines proies, l'Aigle royal est avant tout un opportuniste qui chasse tout animal de petite ou de moyenne taille qu'il peut rencontrer. Près de 200 espèces de mammifères et d'oiseaux ont été signalées être des proies du rapace. La sélection des proies est fortement déterminée par la disponibilité et l'abondance locale des espèces. La plupart des proies capturées pèsent environ la moitié du poids de l'aigle, la fourchette moyenne de poids des proies étant de 0,5 à 4 kg. Cependant, cet aigle peut aussi voler avec des proies de son poids voire légèrement plus lourdes (de 4 à 7 kg).
En Amérique du Nord et dans la plupart de l'Europe, les proies principales sont les léporidés (lièvres et lapins) et les sciuridés (écureuils, chiens de prairie et marmottes). Dans une étude nord-américaine, les mammifères représentent 83,9 % du régime alimentaire de l'Aigle royal. Dans l'État de Washington, la marmotte à ventre jaune (Marmota flaviventris) est largement prédominante, tandis qu'en Grande-Bretagne et en Eurasie centrale et alpine, le lièvre variable (Lepus timidus) est beaucoup plus attrapé que toute autre espèce,. Parmi les autres mammifères régulièrement tués on compte les petits rongeurs, comme les souris, des mammifères de taille moyenne comme les renards ou les blaireaux et les petits d'ongulés (cervidés, caprins et moutons). L'Aigle royal représente également l'un des plus grands prédateurs du petit du renne (faon), et peut s'en prendre jusqu'aux phoques. Le cas d'une capture d'un jeune ours brun de moins d'un an est également connu. Pour les aigles juvéniles, en hivernage ou n'ayant pas réussi à se reproduire, il est moins important de pouvoir soulever et déplacer la proie qu'il ne l'est pour les oiseaux nicheurs devant la ramener au nid, et ces premiers sont donc plus susceptibles de s'attaquer à de grandes proies, qui peuvent être laissées sur place et sur lesquelles l'oiseau pourra retourner se nourrir à plusieurs reprises. Des aigles sauvages ont exceptionnellement tué des ongulés pesant jusqu'à 30 kg ou même plus, comme des chevreuils adultes. Sur une grande partie de l'aire de répartition les reptiles sont rarement chassés, mais certains grands serpents semblent être des proies assez communes dans la partie méridionale de la distribution asiatique. Pendant les mois d'hiver, lorsque les proies sont rares, les Aigles royaux consomment souvent des charognes.

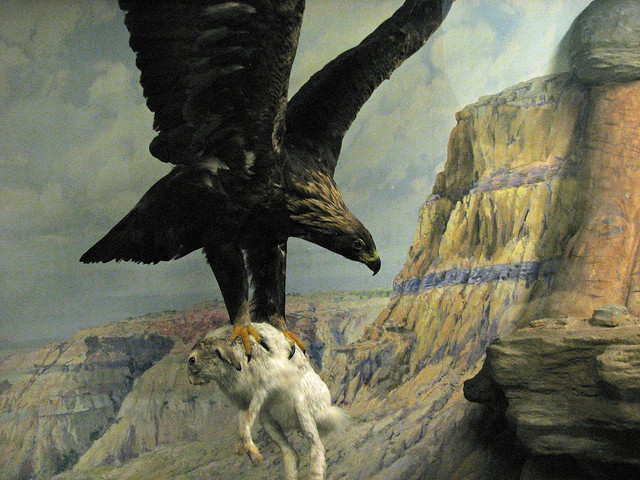
Diorama d'un Aigle royal emportant un lièvre au muséum Field de Chicago.

Après les mammifères, le second groupe de proies préférées de l'Aigle royal sont les autres oiseaux. Des gallinacés, surtout des faisans et des tétras, sont les plus représentés parmi les proies. Cependant, pratiquement tous les oiseaux, de la taille d'un geai des chênes à celle d'un cygne, qui pèse environ le double du poids d'un aigle, sont des proies potentielles. En Suède, les oiseaux sont les proies principales, l'espèce la plus chassée étant le grand Tétras (Tetrao urogallus), tandis que dans les régions subarctiques on note une forte préférence pour le lagopède alpin (Lagopus muta),. Les Aigles royaux sont des oiseaux superprédateurs, les adultes en bonne santé ne connaissant pas de prédateurs. On a vu des Aigles royaux tuer et manger de grands rapaces comme le faucon gerfaut (Falco rusticolus), l'autour des palombes (Accipiter gentilis) ou les buses du genre Buteo, que ce soit des adultes, des oisillons ou des œufs.
Les oiseaux des genres Falco, Stercorarius ou Buteo comme la Buse pattue (B. lagopus), qui sont normalement des concurrents, peuvent se regrouper pour chasser les Aigles royaux arrivant sur leurs aires de nidification. Un Aigle royal volant près d'un nid de Faucon pèlerin (Falco peregrinus) a été frappé et tué par un des parents qui l'attaqua en piqué, alors que l'aigle, beaucoup plus grand, est généralement dominant et un prédateur potentiel pour ces oiseaux. Généralement l'aigle s'en tire à meilleur compte, et se livre au cleptoparasitisme, en volant les proies d'autres rapaces. Bien que l'Aigle royal ne soit pas aussi grand que certains vautours, il est généralement beaucoup plus agressif que ceux-ci et capable de les chasser, ainsi que d'autres rapaces des charognes. L'Aigle royal entre le plus souvent en compétition interspécifique avec les grands pygargues du genre Haliaeetus (notamment le Pygargue à queue blanche et le Pygargue à tête blanche) et, comme ces espèces sont de taille, de force et de ténacité comparables, l'issue dans de tels conflits dépend surtout de l'individu plus que de l'espèce.

### Reproduction

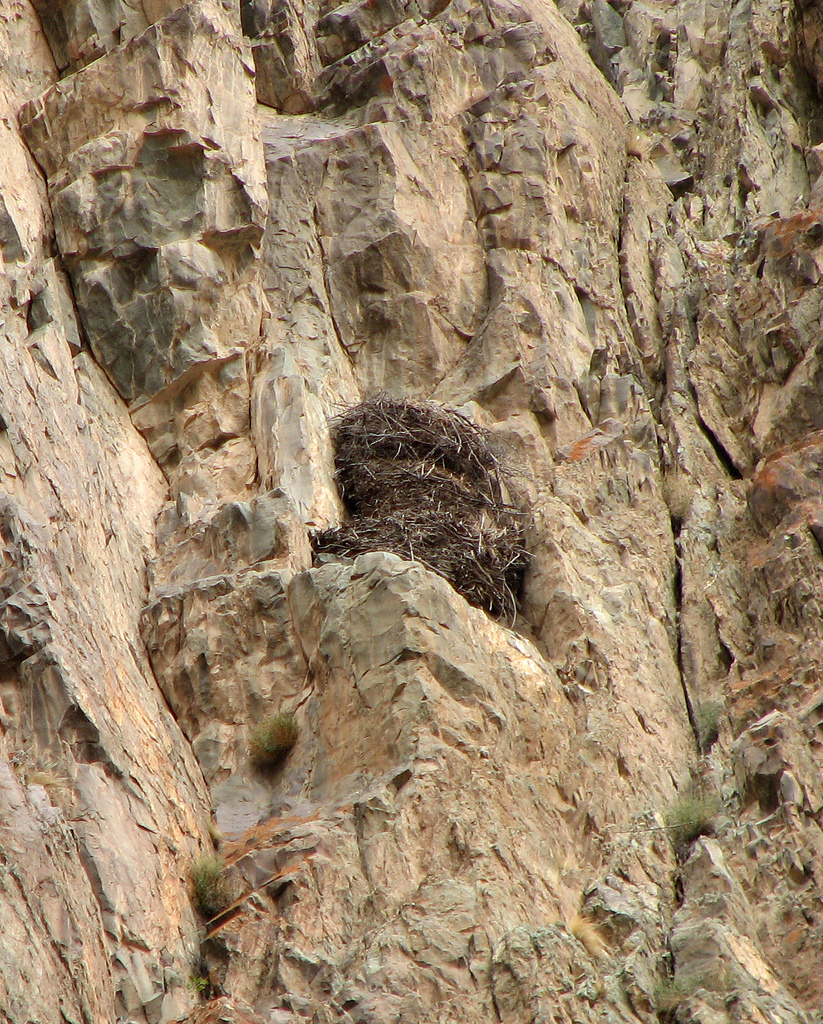
Nid d'Aigle royal, sur une falaise.

Cette espèce est monogame. Le mâle et la femelle sont parfois unis pour la vie, fidèles à leur territoire et construisant jusqu'à cinq nids qu'ils utilisent pendant plusieurs années. Les parades nuptiales comprennent des montées en spirale, des jeux rituels avec des lâchers d'objets (bâton, lambeau, etc.) suivis de piqués, et peuvent débuter dès le mois de décembre. Le nid, l'« aire », est bâtie sur une falaise sous un surplomb, plus rarement dans un arbre. Sa construction prend de quatre à six semaines, et consiste en un enchevêtrement de branchages et brindilles, tapissé de végétation douce, d'herbes, d'écorce ou de feuilles mortes, de mousses et de lichens,. Si un ancien nid est réutilisé, il est réapprovisionné en branchages, et d'année en année l'aire peut atteindre deux à trois mètres de diamètre, deux mètres de haut pour 90 cm de profondeur. Un nid de 6,1 m de haut pour un diamètre de 2,59 m est le plus gros connu chez l'espèce,. Placé dans un arbre, il peut faire céder celui-ci. De petits mammifères ou de petits oiseaux trop petits pour intéresser l'aigle utilisent parfois aussi le nid, leurs prédateurs entrant souvent dans la gamme de proies du grand rapace.
Chaque année en mars ou avril, la femelle pond de 1 à 3 œufs, parfois quatre mais souvent deux, blanchâtres et tachetés de brun. Ils sont pondus à trois ou quatre jours d'intervalle, ce qui espace également les éclosions puisque la femelle commence à couver dès la ponte du premier œuf. La durée d'incubation varie de 35 à 45 jours, avec une moyenne de 42 jours. La femelle assure l'essentiel ou la totalité du temps de couvaison, surtout dans les premières semaines, le mâle chassant pour la nourrir et défendant le territoire,.

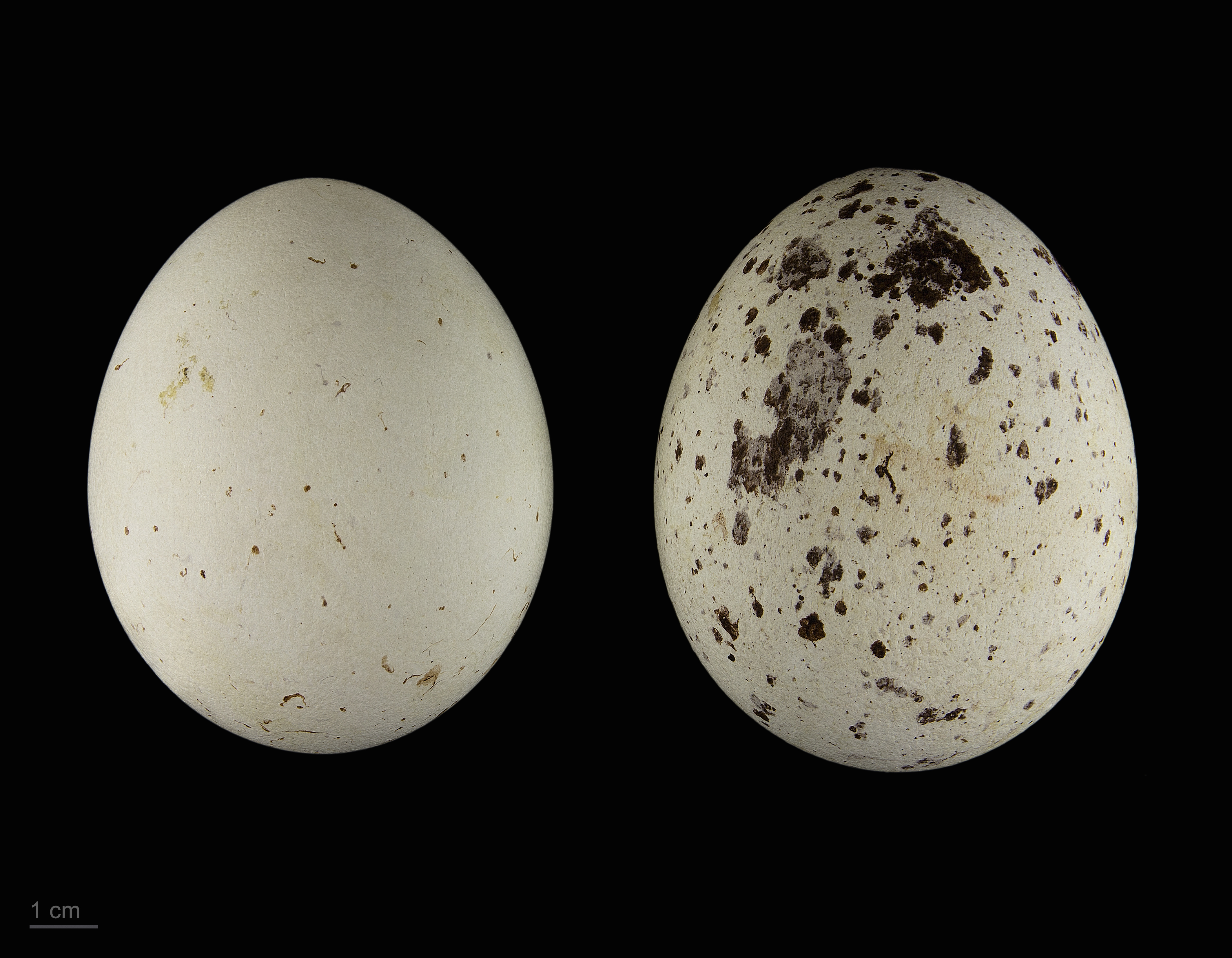
Aquila chrysaetos - Muséum de Toulouse (MHNT).
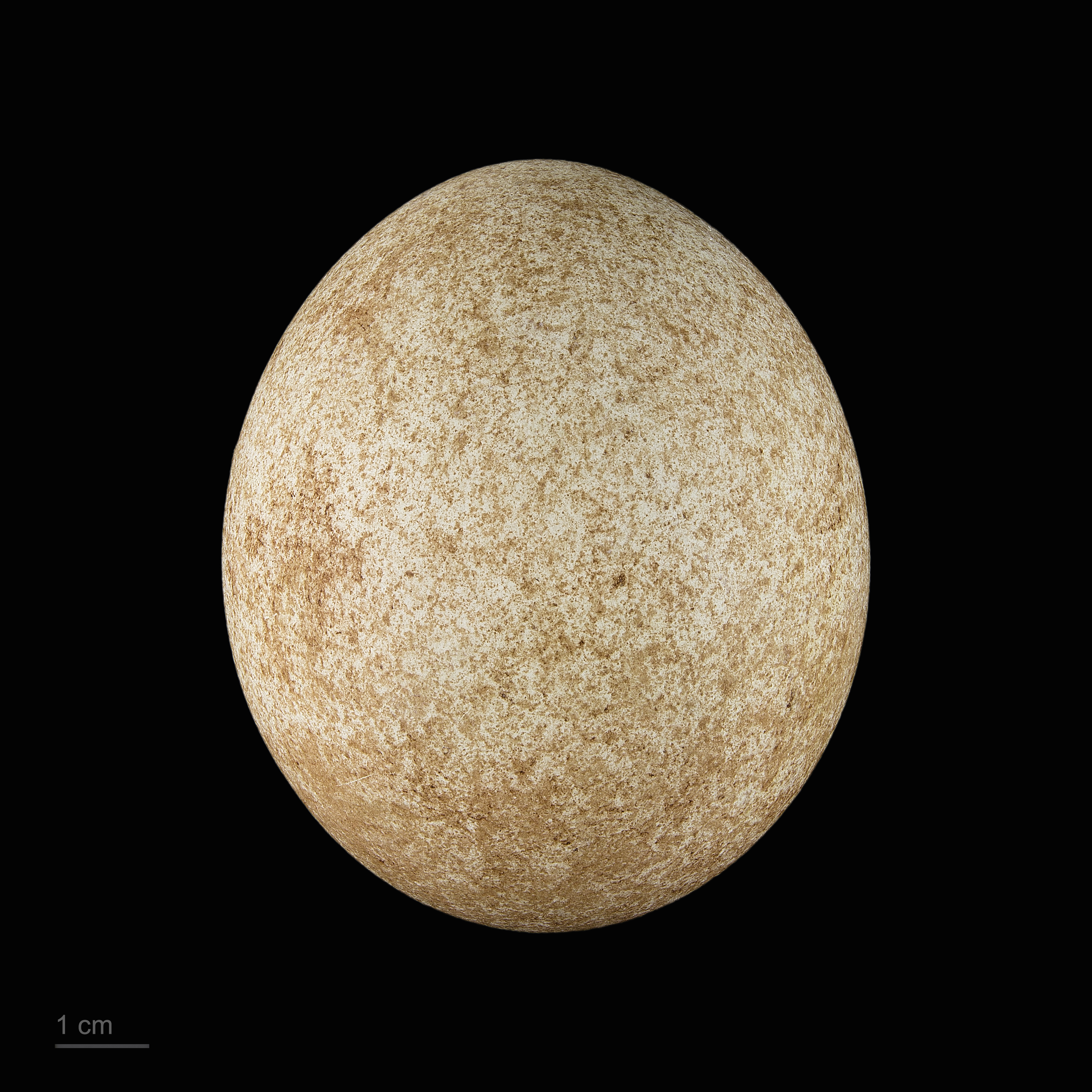
Aquila chrysaetos chrysaetos - MHNT.
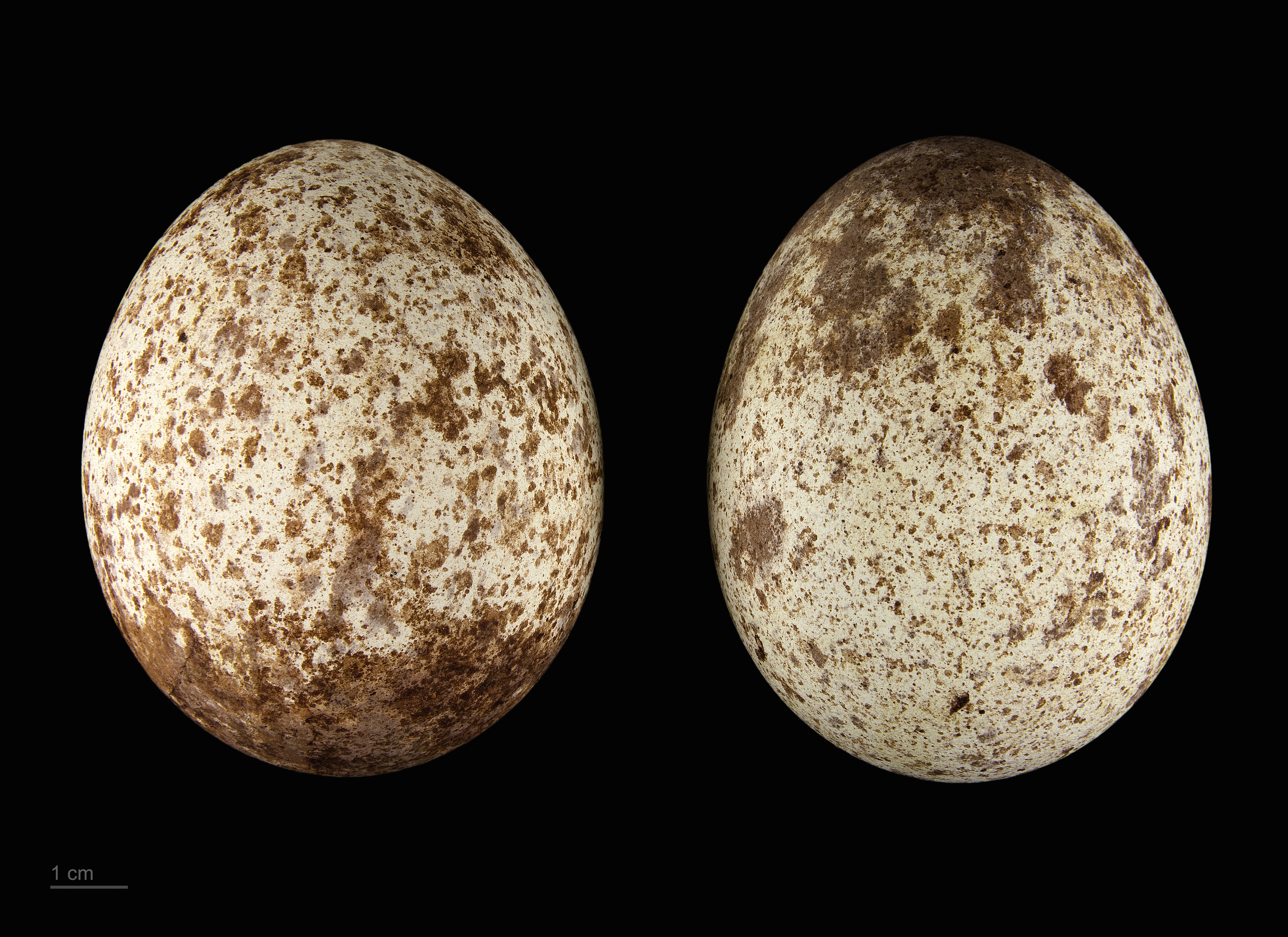
Œufs d'Aquila chrysaetos homeyeri - MHNT.
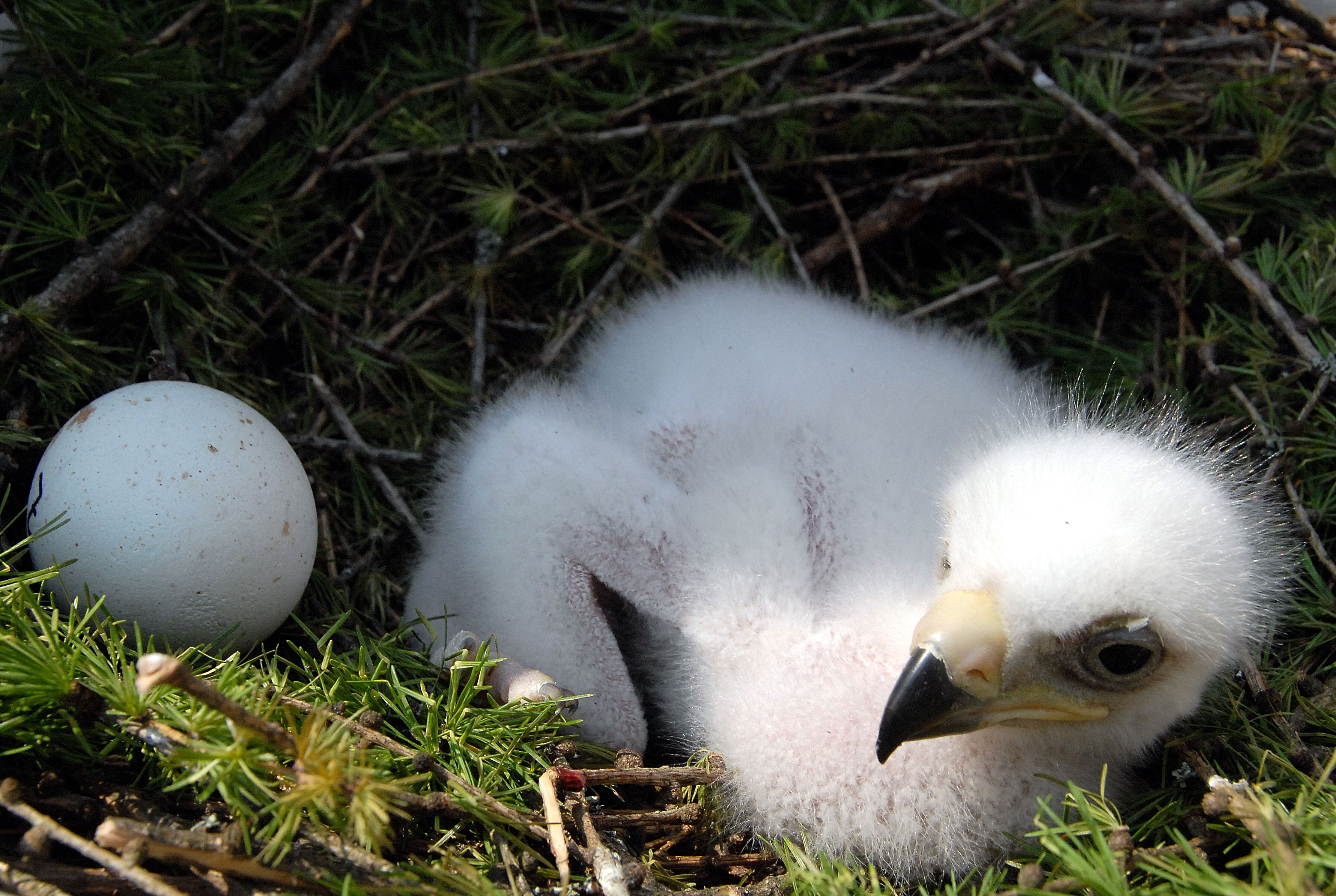
Œuf et jeune de 14 jours au nid.

La plupart du temps un seul jeune survit : durant la deuxième quinzaine de vie, le plus fort (souvent le premier éclos) agresse et finit par tuer le plus faible sans que la concurrence alimentaire ne le justifie ; on parle de caïnisme. Si le premier né est un mâle et le deuxième une femelle, généralement plus grosse qu'un mâle, la compétition est plus équilibrée et les deux jeunes peuvent parvenir à l'envol. L'aiglon met 45 à 81 jours à acquérir son premier plumage. Il effectue en moyenne son premier vol vers 10 semaines, mais reste au voisinage de l'aire. Les adultes lui tuent des proies, car le jeune mettra 32 à 80 jours supplémentaires pour acquérir son indépendance. La maturité sexuelle n'est entièrement atteinte qu'entre 4 et 7 ans. L'espérance de vie d'un individu est de 25 ans.

## Répartition et habitat
L'Aigle royal qui niche principalement en falaise (milieu rupestre) se rencontre dans les montagnes d'Eurasie, comme les Alpes et les Pyrénées, en Asie de l'Est, au Maghreb et en Amérique du Nord : victime de persécutions, il a fui les plaines et est devenu presque exclusivement montagnard. Il occupe également le pourtour de ces territoires (pré-montagneux) et les territoires ouverts des forêts boréales de Russie, des pays baltes et de Scandinavie ainsi qu'en Écosse, notamment sur l'île de Skye. Une population niche également sur les hauts plateaux éthiopiens.
Certaines populations sont plutôt migratrices, d'autres sédentaires. Le territoire d'un couple couvre généralement de 22 à 33 km2.

## Nomenclature et systématique

### Étymologie
Carl von Linné décrit l'espèce dans la dixième édition de son Systema Naturae en 1758, en la plaçant, comme tous les autres rapaces diurnes, dans le genre Falco, sous le protonyme de Falco chrysaetos. La dénomination spécifique, chrysaetos, vient du grec χρυσός / khrysós, « or » et ἀετός / aetós, « aigle », et signifie donc « aigle doré », autre appellation parfois retenue pour l'oiseau. L'espèce est ensuite déplacée dans le genre Aquila, le mot latin pour « aigle ».

### Phylogénie
Les plus proches parents de l'Aigle royal sont l'Aigle de Verreaux (A. verreauxii), d'Afrique subsaharienne, l'Aigle de Gurney (A. gurneyi) de Nouvelle-Guinée et l'Aigle d'Australie (A. audax) peuplant l'Océanie.

### Sous-espèces
D'après la classification de référence (version 14.1, 2024) de l'Union internationale des ornithologues, l'Aigle royal possède 6 sous-espèces (ordre philogénique) :
- Aquila chrysaetos chrysaetos (Linnaeus, 1758) : la sous-espèce type, présente en Eurasie sauf dans la péninsule Ibérique et en Sibérie orientale et occidentale ;
- Aquila chrysaetos kamtschatica Severtzov 1888 : en Sibérie orientale, de l'Altaï à la péninsule du Kamchatka ;
- Aquila chrysaetos japonica Severtzov 1888 : vit au Japon, en Corée et dans le sud des îles Kouriles. Cette sous-espèce est en net déclin, et sa population est estimée à 500 individus environ en 2015[réf. nécessaire] ;
- Aquila chrysaetos daphanea Severtzov 1888: qui se trouve du Kazakhstan jusqu'à la Mandchourie et au sud-ouest de la Chine, en passant par le nord de l'Inde et le Pakistan ;
- Aquila chrysaetos homeyeri Severtzov 1888 : peuple la péninsule Ibérique et l'Afrique du Nord, l'est de la Turquie, l'Iran et le Caucase ;
- Aquila chrysaetos canadensis (Linnaeus, 1758) : vit en Amérique du Nord, dans la Péninsule de Basse-Californie et le désert de Sonora[26].

## L'Aigle royal et l'Homme

### Statut de protection
L'Aigle royal bénéficie d'une protection totale sur le territoire français depuis l'arrêté ministériel du 17 avril 1981 relatif aux oiseaux protégés sur l'ensemble du territoire. Il est inscrit à l'annexe I de la directive Oiseaux de l'Union européenne. Il est donc interdit de le détruire, le mutiler, le capturer ou l'enlever, de le perturber intentionnellement ou de le naturaliser, ainsi que de détruire ou enlever les œufs et les nids et de détruire, altérer ou dégrader leur milieu. Qu'il soit vivant ou mort, il est aussi interdit de le transporter, colporter, de l'utiliser, de le détenir, de le vendre ou de l'acheter.

### Chasse avec aigle

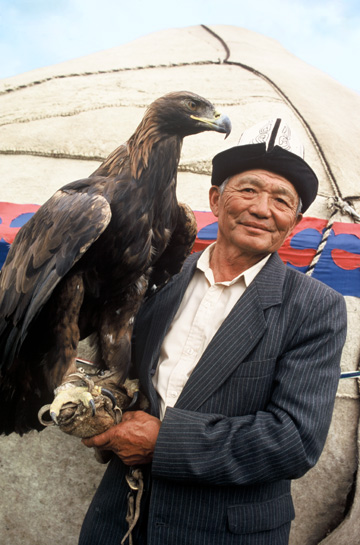
Chasseur kirghize avec son aigle.

Plusieurs peuples d'Asie centrale, principalement les Kazakhs, Kirghizes et Mongols utilisent cet oiseau pour la chasse. Les gens qui le pratiquent s'appellent Berkutchi.

#### Capture de drones
L'armée de l'air française a élevé et dressé des Aigles royaux pour qu'ils capturent des drones.

### L'Aigle royal dans la culture
L'Aigle royal jouit d'une excellente réputation depuis l'Antiquité. En raison de sa vue perçante et insensible aux rayons du jour, sa position dominante et sa technique de chasse foudroyante, l'oiseau fut rapidement associé au soleil, aux éclairs et à la foudre. Il représenta à la fois un oracle, un conseiller, un messager divin, un représentant du pouvoir, un symbole de la résurrection, et ce pour de nombreux peuples, nations ou souverains à travers les âges (Grèce antique, Romains, Aztèques, Byzance, Napoléon Ier…).